# Рачинув
Рачинув (пол. Raczynów) — село в Польщі, у гміні Відава Ласького повіту Лодзинського воєводства.
У 1975-1998 роках село належало до Серадзького воєводства.